# Ho scelto l'amore
Ho scelto l'amore è un film del 1952 diretto da Mario Zampi.

## Trama
Boris Popovic, sottosegretario di terza classe, accompagna in Italia il capo della delegazione Ivan Ivanovic e altri due delegati per partecipare alla Festa della Fratellanza. Timoroso e sospettoso di chiunque, ha con sé un prezioso "simbolo" da occultare assolutamente agli occhi dei curiosi, una colomba bianca chiusa in una gabbietta. Durante una sosta del treno, un colpo di vento gli porta via il cappello dove ha nascosto tutti i suoi soldi: scende per recuperarlo, ma la sua improvvisa ripartenza lo separa dal resto della delegazione. Il cappello con i soldi vengono recuperati da Mario, un aspirante sacrestano accompagnato da un sacerdote in convento, che lo insegue vanamente per tentare la restituzione: grazie a un passaggio in auto, finisce a Venezia ma si ritrova smarrito e solo. Incontrata Marisa, una bella fioraia della quale ben presto s'innamora, libera involontariamente la colomba simbolo di pace in Piazza San Marco che vola via insieme ai piccioni e cerca aiuto nella sede cittadina del partito. A causa di diversi equivoci viene inseguito dapprima da un comunista fanatico e poi da un fervente repubblicano. Rifugiato in casa dei parenti della fioraia, la sua indole mite lo fa finire ben presto nei guai: dopo aver partecipato a un pranzo di nozze si ritrova in casa di un conte dove viene concupito da un'aristocratica. Scoperto da Marisa, viene presto perdonato, ma i tre della delegazione lo scoprono e, considerandolo un traditore, lo inseguono per riportarlo in patria. Boris, in preda a incubi notturni, è quindi costretto a prendere una decisione, che sarà quella più ovvia: rimarrà in Italia con la ragazza.

## Distribuzione
Il film ottenne il visto censura n. 13.743 del 23 febbraio 1953 per una lunghezza della pellicola di 2.540 metri ed ebbe la prima proiezione il 3 marzo 1953. Due giorni dopo avvenne il decesso di Iosif Stalin e la pellicola venne ritirata dalle sale, sostituita dal film britannico L'importanza di chiamarsi Ernesto di Anthony Asquith. In seguito venne ripresentata con diversi tagli riguardanti tutte le scene in cui compare il personaggio del portiere d'albergo, somigliante a Stalin, e venne accorciata la scena nella sezione veneziana del partito dove era appeso un suo ritratto.
Venne presentato in Spagna con il titolo Amor y libertad, e in Germania con il titolo Schöne Witwen sind gefährlich.

## Incassi
Il film incassò 142.000.000 di lire dell'epoca.

## Critica
(Giulio Cesare Castello, Cinema n. 105, 15 marzo 1953)

## Recensioni
- Tino Ranieri, Rassegna del Film n. 18, ottobre 1953
- Vice, Paese Sera, 17 aprile 1953

## Home Video
Il film è stato pubblicato per la prima volta in DVD nel dicembre del 2009 dalla Ripley's Home Video, nella sua versione integrale con tutti i tagli ripristinati. Negli extra c'è una presentazione di Tatti Sanguineti e l'ultima intervista al produttore, Turi Vasile, scomparso tre mesi prima.